# Creugas plumatus
Creugas plumatus là một loài nhện trong họ Corinnidae.
Loài này thuộc chi Creugas. Creugas plumatus được Ludwig Carl Christian Koch miêu tả năm 1866.